# Aas
Aas je vesnice ve Francii, je to součást obce Eaux-Bonnes, což je součást departemmentu Pyrénées-Atlantiques. Hranice se Španělskem je vzdálená cca 20 kilometrů.
Vesnice je známa hvízdacím jazykem, který používali místní pastevci, aby se dorozuměli se svými ženami, které pracovaly na polích. Hvízdání dosahovalo hlasitosti až 100 decibeů. Až do roku 1959 pravděpodobně nikdo jiný než obyvatelé vesnice jazyk neovládal. Během druhé světové války jazyk pomohl s pašováním lidí do sousedního Španělska.

## Vývoj počtu obyvatel
Vývoj počtu obyvatel Aas:
| Rok  | Počet obyvatel |
| ---- | -------------- |
| 1793 | 206            |
| 1800 | 152            |
| 1806 | 206            |
| 1821 | 259            |
| 1831 | 257            |
| 1836 | 269            |

## Galerie

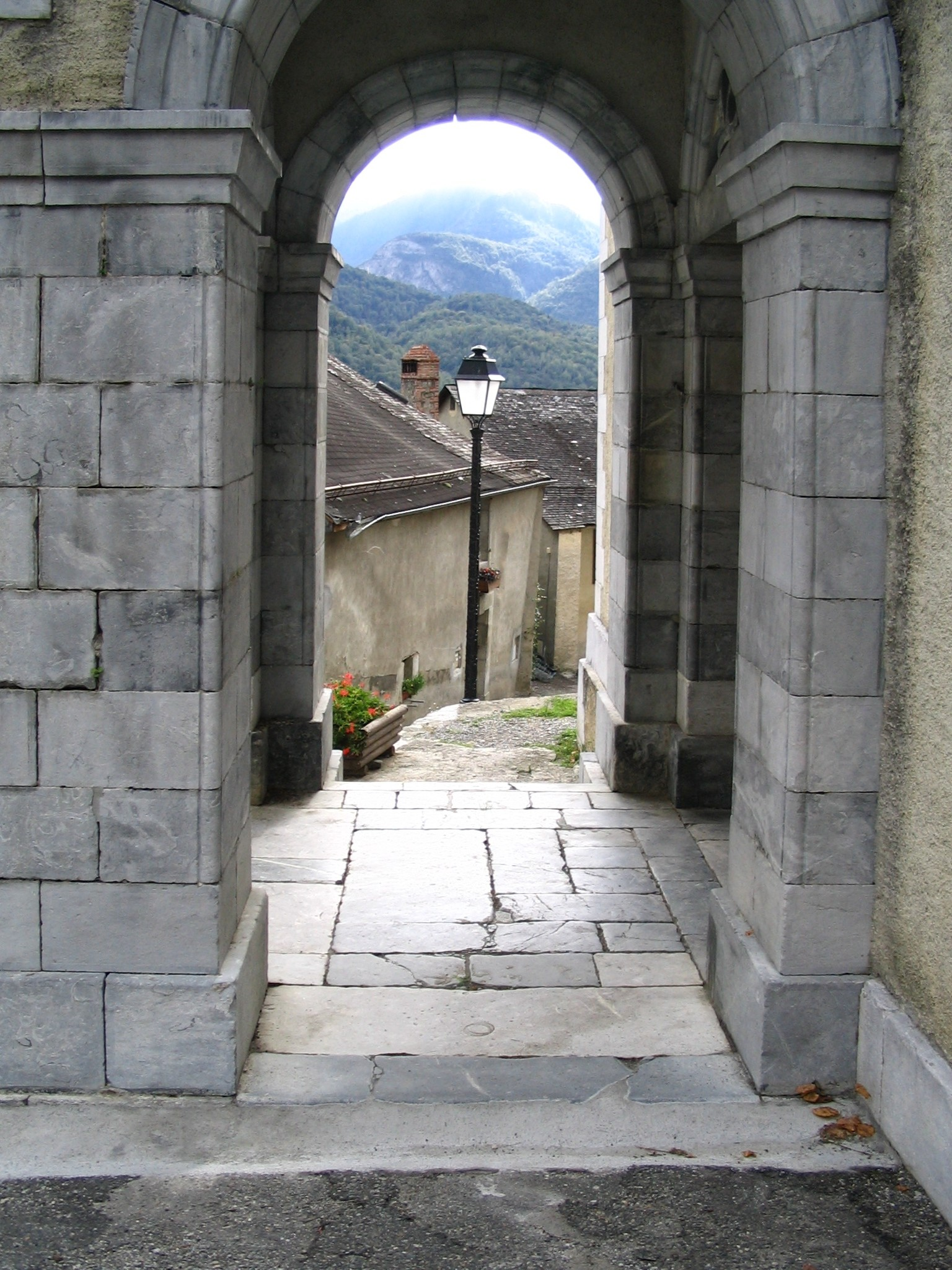
Veranda kostela sv. Vavřince
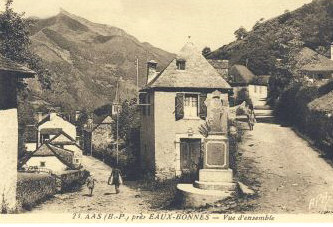
Aas v roce 1910
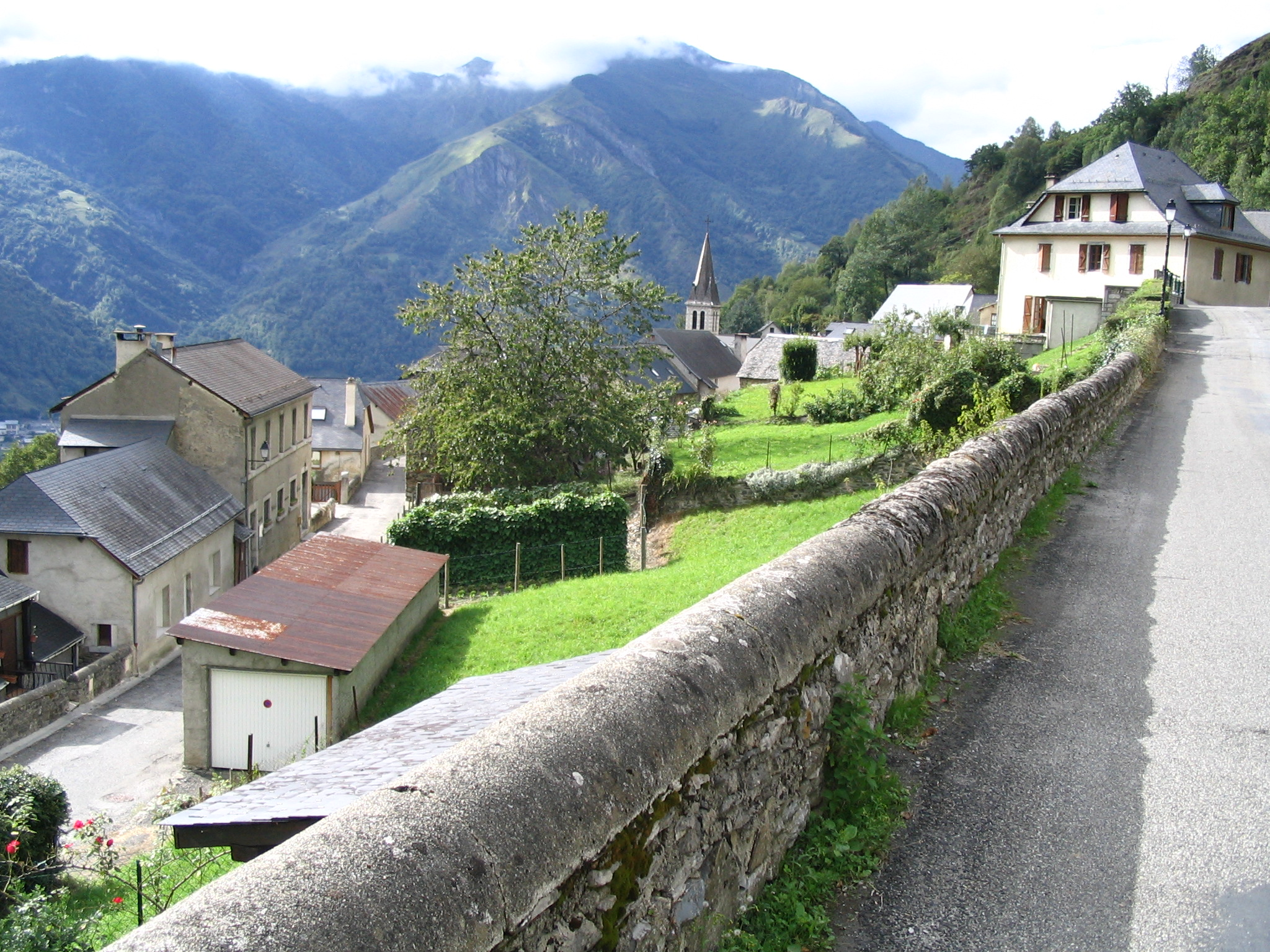
Pohled na Aas
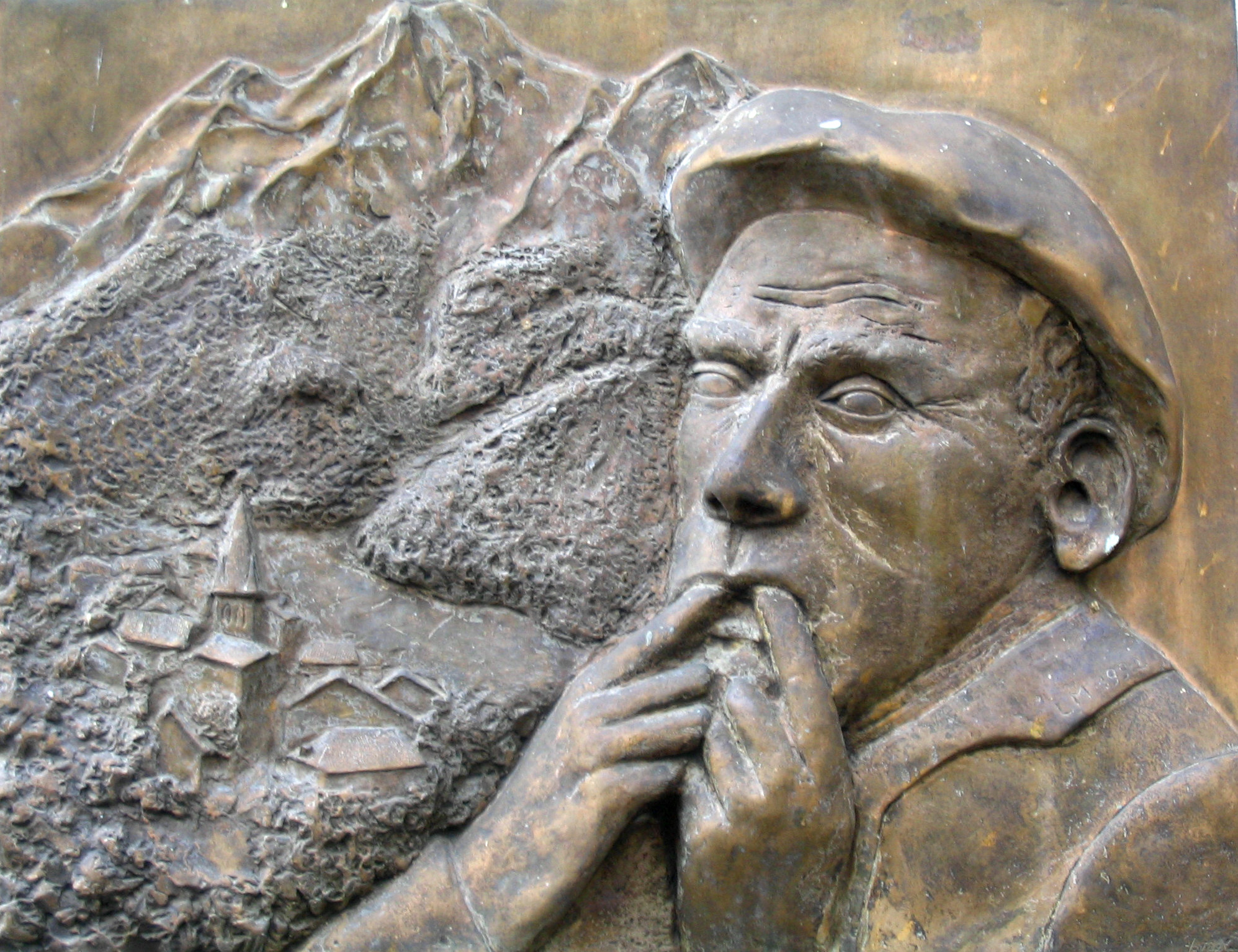
Pamětní deska na kostele